# Gustaf Hamilton (militär)
Knut Gustaf Hamilton, född 16 juni 1888 i Karlskrona, död 29 januari 1973 i Västerleds församling, Stockholm, var en svensk greve och sjömilitär. Han var far till Gustaf Hamilton.
Gustaf Hamilton var son till kommendörkaptenen Ludvig Percival Hamilton. Han blev underlöjtnant vid flottan 1908, genomgick Gymnastiska centralinstitutet 1911–1912 och Sjökrigsskolans allmänna kurs 1917–1918, utnämndes till kommendörkapten av andra graden 1933 och av första graden 1937. 1940 befordrades han till kommendör i marinen och överfördes till flottans reserv 1943. Hamilton utbildades för ubåtstjänst 1911 och förde därefter i egenskap av fartygs- och divisionschef ubåtar av olika slag fram till 1927. Han återkom 1933 till ubåtsvapnet i egenskap av avdelningschef för Ubåtsavdelningen och tjänstgjorde i denna befattning fram till 1936 och åter 1940–1941. 1923–1925 var han fartygschef på skeppsgossefartyg och 1936–1937 på pansarskeppet Sverige. Hamilton utnämndes 1939 till inspektör för ubåtsvapnet och 1942 till inspektör för torped- och ubåtsvapnet, i vilken senare befattning han kvarstod till sin avgång ur aktiv tjänst. 1943 tillträdde han som förste innehavare befattningen som chef för Hårsfjärdens överlogsdepå. I egenskap av inspektör för ubåtsvapnet ledde han bärgningen av ubåten Ulven.
Hamilton blev riddare av Svärdsorden 1929 och av Vasaorden 1935. Han är begravd på Galärvarvskyrkogården i Stockholm.